# Milan-San Remo 1999
L'édition 1999 de la course cycliste Milan-San Remo s'est déroulée le samedi 20 mars 1999 et a été remportée au sprint par Andreï Tchmil qui devance le double tenant du titre Erik Zabel et le sprinteur polonais Zbigniew Spruch, futur vice champion du monde.
La course disputée sur un parcours de 294 kilomètres est la première manche de la Coupe du monde de cyclisme sur route 1999.

## Déroulement de la course
Au kilomètre 253, Cerezo, Di Renzo et Robert Hunter sont repris par le peloton après 209 km d'échappée. Marco Pantani place un démarrage dans la Cipressa, il est suivi par Michele Bartoli et Alexander Gontchenkov.

Après 280 kilomètres de courses, huit coureurs sont échappés : Pantani, Bartoli et Gontchenkov, rejoints par Paolo Savoldelli, Léon van Bon, Mario Aerts, Zbigniew Spruch et Paolo Bettini. Ils abordent le Poggio avec 10 secondes d'avance sur le peloton.
Le regroupement s'opère sous l'impulsion de Davide Rebellin. Gabriele Colombo place une contre-attaque et bascule seul en tête au sommet du Poggio avec 7 secondes d'avance. Au kilomètre 293, Colombo est rejoint par Beat Zberg.
À l'instant où les 2 échappés sont repris, à 600 mètres de l'arrivée, Andreï Tchmil démarre et parvient à résister au retour du peloton réglé par Erik Zabel, double vainqueur sortant, privé d'un triplé historique (personne n'a remporté Milan-San Remo trois fois consécutivement).

## Classement
| #  | Coureur           | Équipe                    |    | Temps           |
| -- | ----------------- | ------------------------- | -- | --------------- |
| 1  | Andreï Tchmil     | Lotto-Mobistar            | en | 6 h 52 min 37 s |
| 2  | Erik Zabel        | Team Deutsche Telekom     |    | m.t             |
| 3  | Zbigniew Spruch   | Lampre-Daikin             |    | m.t             |
| 4  | Stefano Garzelli  | Mercatone Uno-Scanavino   |    | m.t             |
| 5  | Lauri Aus         | Casino-C'est votre équipe |    | m.t             |
| 6  | Léon van Bon      | Rabobank                  |    | m.t             |
| 7  | Peter Van Petegem | TVM-Farm Frites           |    | m.t             |
| 8  | Jo Planckaert     | Lotto-Mobistar            |    | m.t             |
| 9  | George Hincapie   | US Postal                 |    | m.t             |
| 10 | Gabriele Balducci | Navigare-Gaerne           |    | m.t             |